# Гореликов, Пётр Васильевич
Пётр Васильевич Гореликов  (16 декабря 1931 — 23 октября 2017) — советский яхтсмен. Мастер спорта СССР (1955).

## Биография
Отец Петра Васильевича был военным врачом, служил в Средней Азии.
Семья переехала в Ленинград в декабре 1945 года. Подростком Петр записался в Центральный яхт-клуб профсоюзов в 1946 г. Ходил сначала на дореволюционных яхтах «Ласточка», «Закат», позднее пересел на Олимпик (класс гоночных яхт), школьником ходил на буере типа «Монотип-XV». В 1950 и 1951 годах он стал третьим на Чемпионатах СССР в «Олимпиках» и попал в Сборную команду СССР. Здесь в начале 1952 года начались первые тренировки на швертботах «Финн» таллинской постройки. Претендентов на отбор в Олимпийскую команду было пять человек: москвичи Александр Чумаков и Юрий Шаврин, Александр Селиванов (Украина), Евгений Адрик (Эстония), Юрков (Латвия) и Гореликов в возрасте 21-го года. Тренером Гореликова был Коровельский, Дмитрий Николаевич. В итоге в классе «Финн» в олимпийскую сборную отобрался Гореликов, Шаврин был запасным.
В классе «Звездный» отобрался Александр Чумаков, запасным был Тимир Пинегин. Тренером сборной команды СССР был Мясников, Николай Александрович
На Олимпийской парусной регате в Хельсинки Гореликов был одним из самых молодых — 21 год.
В первой гонке на порыве его лодка перевернулась, и он не смог финишировать. Потом он дважды был третьим и перед последней гонкой тоже был третьим по сумме приходов. В последней гонке британец Чарльз Кэррей коснулся паруса Гореликова у поворотного знака и подал протест, из-за которого Гореликова дисквалифицировали. Свидетелем этой коллизии был Пауль Эльвстрём, который впоследствии укорял Гореликова за то, что тот не позвал его на разбор протеста свидетелем. В итоге Гореликов потерял бронзовую медаль.
На разборе протеста председательствовал Кронпринц Норвегии Улаф, обладатель Золотой Олимпийской медали по парусному спорту на Летних Играх 1928 года. В Хельсинки он пришел на яхте в сопровождении эсминца королевского флота.
В 50-е и начале 60-х годов ХХ-го века Петр Гореликов «Пека» гонялся на «Финне» в Чемпионатах СССР и стал чемпионом в 1957 году. Участвовал в судействе парусных соревнований в Ленинграде и Санкт-Петербурге.
Окончил Ленинградский кораблестроительный институт и работал инженером на судостроительной фирме «Алмаз». Один из соавторов книги.
Скончался 23 октября 2017 года в Санкт-Петербурге. Прах был развеян в Невской губе возле осевого буя №1, в месте проведения гонок.